# Galenstock
Der Galenstock ist der vierthöchste Berg der Urner Alpen. Er ist 3586 m ü. M. hoch und liegt auf der Grenze der Schweizer Kantone Uri und Wallis.

## Geografische Lage
Der Galenstock liegt in den südlichen Urner Alpen, nördlich der Furkapassstrasse, westlich ist er vom Rhonegletscher, südöstlich vom Sidelengletscher und nordöstlich vom Tiefengletscher umgeben. Nördlich liegt die Kette Tiefenstock – Rhonestock – Dammastock. Nach Süden führt vom Gipfel der Galengrat über den 3113 m ü. M. hohen Galensattel zum Sidelenhorn. Südöstlich liegt getrennt durch die Obere Bielenlücke (3248 m ü. M.) das Gross Bielenhorn.

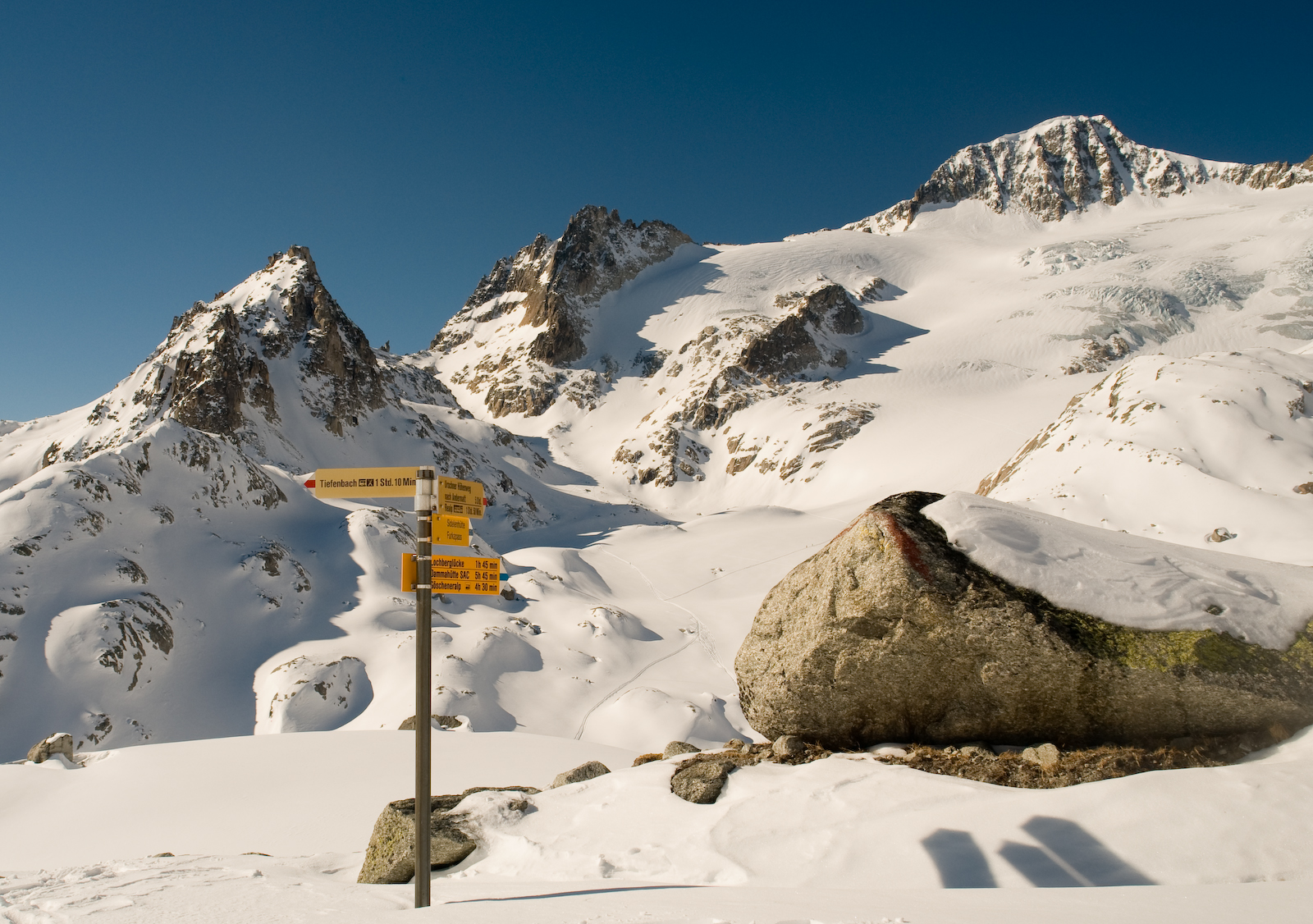
Galenstock, Gross Bielenhorn und Chli Bielenhorn (v. r. n. l.) von der Albert-Heim-Hütte aus gesehen.

## Routen
Die leichteste Route führt vom Hotel Belvédère über den Rhonegletscher und die Westflanke in den Galensattel und von dort über Firn, später im Jahr Eis, auf den Gipfel.
Die Normalroute von Osten führt über die Albert-Heim-Hütte (2543 m ü. M.), über den Tiefengletscher auf den Nordgrat und über diesen in leichter Kletterei (II. Grad) auf den Gipfel.
Beide Routen sind im Winter auch als Skitour begehbar.
Über den Südost-Sporn führt von der Sidelen-Hütte (2708 m ü. M.), erreichbar vom Furkapass, eine Hochtour im Schwierigkeitsgrad II–III. Von der oberen Bielenlücke beginnt der Südostgrat, der eine Kletterroute im oberen IV. Schwierigkeitsgrad bietet.
Durch die Galengratverschneidung führt eine Kletterroute im oberen V. Schwierigkeitsgrad. Ausgangspunkt ist die Sidelen-Hütte. Meist wird jedoch nicht ganz auf den Gipfel aufgestiegen, sondern über die Verschneidung wieder abgeseilt.

## Erstbesteigung
Der Galenstock wurde am 18. August 1845 von Eduard Desor, Daniel Dollfuß und seinem gleichnamigen Sohn, geführt von den einheimischen Bergführern H. Währen, M. Bannholzer, P. Brigger und H. Jaun, erstbestiegen.